# 北川勝彦
北川 勝彦（きたがわ かつひこ、1947年(昭和22年)8月 - ）は、日本の経済学者、アフリカ学者、関西大学名誉教授。
大阪府生まれ。1970年関西大学経済学部卒。1975年同大学院経済学研究科博士課程単位取得退学。1979年関西外国語短期大学専任講師、1982年四国学院大学助教授、1995年関西大学経済学部教授。1999年「日本-南アフリカ通商関係史研究」で総合研究大学院大学博士（学術）。2018年関西大学名誉教授、放送大学大学院客員教授。

## 著書

### 単著
- 『教養の経済学 講義案』玄文社、1984年。
- 『日本-南アフリカ通商関係史研究』国際日本文化研究センター〈日文研叢書〉、1997年。
- 『南部アフリカ社会経済史研究』関西大学出版部、2001年。

### 共編著
- 岡倉登志共著 編『日本-アフリカ交流史 明治期から第2次世界大戦期まで』同文館出版、1993年。
- <南>から見た世界 編 編『アフリカ 国民国家の矛盾を超えて共生へ』大月書店、1999年。
- 平田雅博共編 編『帝国意識の解剖学』世界思想社、1999年。
- 高橋基樹共編著 編『アフリカ経済論』ミネルヴァ書房〈現代世界経済叢書〉、2004年。
- 編著 編『イギリス帝国と20世紀 第4巻　脱植民地化とイギリス帝国』ミネルヴァ書房、2009年。
- 井野瀬久美惠共編著 編『アフリカと帝国 コロニアリズム研究の新思考にむけて』晃洋書房、2011年。
- 草光俊雄共編著 編『アフリカ世界の歴史と文化 ヨーロッパ世界との関わり 人文学プログラム』放送大学教育振興会、2013年。

### 翻訳
- J.F.マンロー『アフリカ経済史 1800-1960』ミネルヴァ書房、1987年。
- ジョン・アイリフ『アフリカ資本主義の形成』昭和堂、1989年。

## 参考
- [ISBN　978-4-623-05331-5]
- J-global
- 関西大学